# فريدونيا (ويسكونسن)
فريدونيا (بالإنجليزية: Fredonia village, Wisconsin)‏ هي قرية تقع بولاية ويسكونسن في الولايات المتحدة. تبلغ مساحتها 90.5 كم2، وترتفع عن سطح البحر 274 م، بلغ عدد سكانها 2,160 نسمة في عام 2010 حسب إحصاء مكتب تعداد الولايات المتحدة وتصل الكثافة السكانية فيها 23.9 نسمة لكل كيلومتر مربع (61.9/ميل2).

## التركيبة السكانية
حدّد مكتب تعداد الولايات المتحدة بيانات التركيبة السكانية لفريدونيا في تعداد الولايات المتحدة. في ما يلي، التركيبة السكانية حسب تعدادي 2000 و2010.

### تعداد عام 2000
بلغ عدد سكان فريدونيا 1,934 نسمة بحسب تعداد عام 2000، وبلغ عدد الأسر 701 أسرة وعدد العائلات 536 عائلة مقيمة في القرية. في حين سجلت الكثافة السكانية 21.4 نسمة لكل كيلومتر مربع (55.4/ميل2). وبلغ عدد الوحدات السكنية 734 وحدة بمتوسط كثافة قدره 8.1 لكل كيلومتر مربع (21.0/ميل2).
وتوزع التركيب العرقي للقرية بنسبة 97.36% من البيض و0.52% من الأمريكيين الأفارقة و0.47% من الأمريكيين الأصليين و0.52% من الأمريكيين ذوي الأصول الآسيوية و0.36% من الأعراق الأخرى و0.78% من عرقين مختلطين أو أكثر و1.40% من الهسبانيون أو اللاتينيون من أي عرق.
بلغ عدد الأسر 701 أسرة كانت نسبة 43.7% منها لديها أطفال تحت سن الثامنة عشر تعيش معهم، وبلغت نسبة الأزواج القاطنين مع بعضهم البعض 62.6% من أصل المجموع الكلي للأسر، ونسبة 9.3% من الأسر كان لديها معيلات من الإناث دون وجود شريك،  بينما كانت نسبة 4.6% من الأسر لديها معيلون من الذكور دون وجود شريكة وكانت نسبة 23.5% من غير العائلات. تألفت نسبة 17.3% من أصل جميع الأسر من عدة أفراد يعيشون في نفس المنزل ونسبة 5.1% كانت تتألف من شخص يعيش بمفرده يبلغ من العمر 65 عاماً أو أكثر. وبلغ متوسط حجم الأسرة المعيشية 2.76، أما متوسط حجم العائلات فبلغ 3.17.
بلغ العمر الوسطي للسكان 32.7 عاماً. وكانت نسبة 29.6% من القاطنين تحت سن الثامنة عشر، وكانت نسبة 8.4% بين الثامنة عشر والرابعة والعشرين عاماً، ونسبة 33.7% كانت واقعةً في الفئة العمرية ما بين الخامسة والعشرين والرابعة والأربعين عاماً، ونسبة 20.7% كانت ما بين الخامسة والأربعين والرابعة والستين، ونسبة 7.5% كانت ضمن فئة الخامسة والستين عاماً فما فوق. يوجد لكل 100 أنثى 97.5 ذكر، ويوجد لكل 100 أنثى في الثامنة عشر من عمرها فما فوق 97.0 ذكر.
بلغ متوسط دخل الأسرة في القرية 53,173 دولارًا، أما متوسط دخل العائلة فبلغ 60,326 دولارًا. وكان متوسط دخل الذكور 39,464 دولارًا مقابل 26,292 دولارًا للإناث. وسجل دخل الفرد الخاص بالقرية 20,644 دولارًا. وكانت نسبة 2.2% من العائلات ونسبة 2.2% من السكان تحت خط الفقر، وكان من هؤلاء نسبة 3.2% تحت سن الثامنة عشر ونسبة 0% في الخامسة والستين من العمر وما فوق.

### تعداد عام 2010
بلغ عدد سكان فريدونيا 2,160 نسمة بحسب تعداد عام 2010، وبلغ عدد الأسر 827 أسرة وعدد العائلات 614 عائلة مقيمة في القرية. في حين سجلت الكثافة السكانية 23.9 نسمة لكل كيلومتر مربع (61.9/ميل2). وبلغ عدد الوحدات السكنية 873 وحدة بمتوسط كثافة قدره 9.6 لكل كيلومتر مربع (24.9/ميل2).
وتوزع التركيب العرقي للقرية بنسبة 97.13% من البيض و1.02% من الأمريكيين الأفارقة و0.14% من الأمريكيين الأصليين و0.14% من الأمريكيين ذوي الأصول الآسيوية و0.05% من سكان جزر المحيط الهادئ و0.60% من الأعراق الأخرى و0.93% من عرقين مختلطين أو أكثر و1.81% من الهسبانيون أو اللاتينيون من أي عرق.
بلغ عدد الأسر 827 أسرة كانت نسبة 40.1% منها لديها أطفال تحت سن الثامنة عشر تعيش معهم، وبلغت نسبة الأزواج القاطنين مع بعضهم البعض 59.9% من أصل المجموع الكلي للأسر، ونسبة 8.9% من الأسر كان لديها معيلات من الإناث دون وجود شريك،  بينما كانت نسبة 5.4% من الأسر لديها معيلون من الذكور دون وجود شريكة وكانت نسبة 25.8% من غير العائلات. تألفت نسبة 20.2% من أصل جميع الأسر من عدة أفراد يعيشون في نفس المنزل ونسبة 5.8% كانت تتألف من شخص يعيش بمفرده يبلغ من العمر 65 عاماً أو أكثر. وبلغ متوسط حجم الأسرة المعيشية 2.60، أما متوسط حجم العائلات فبلغ 3.01.
بلغ العمر الوسطي للسكان 35.7 عاماً. وكانت نسبة 27% من القاطنين تحت سن الثامنة عشر، وكانت نسبة 7% بين الثامنة عشر والرابعة والعشرين عاماً، ونسبة 31.1% كانت واقعةً في الفئة العمرية ما بين الخامسة والعشرين والرابعة والأربعين عاماً، ونسبة 25.7% كانت ما بين الخامسة والأربعين والرابعة والستين، ونسبة 9.2% كانت ضمن فئة الخامسة والستين عاماً فما فوق. وتوزع التركيب الجنسي للسكان بنسبة 51.2% ذكور و48.8% إناث.